# Savannah (nome)
Savannah  è un nome proprio di persona inglese femminile.

## Varianti
- Femminili: Savanna[1], Zavanna[1]

## Origine e diffusione

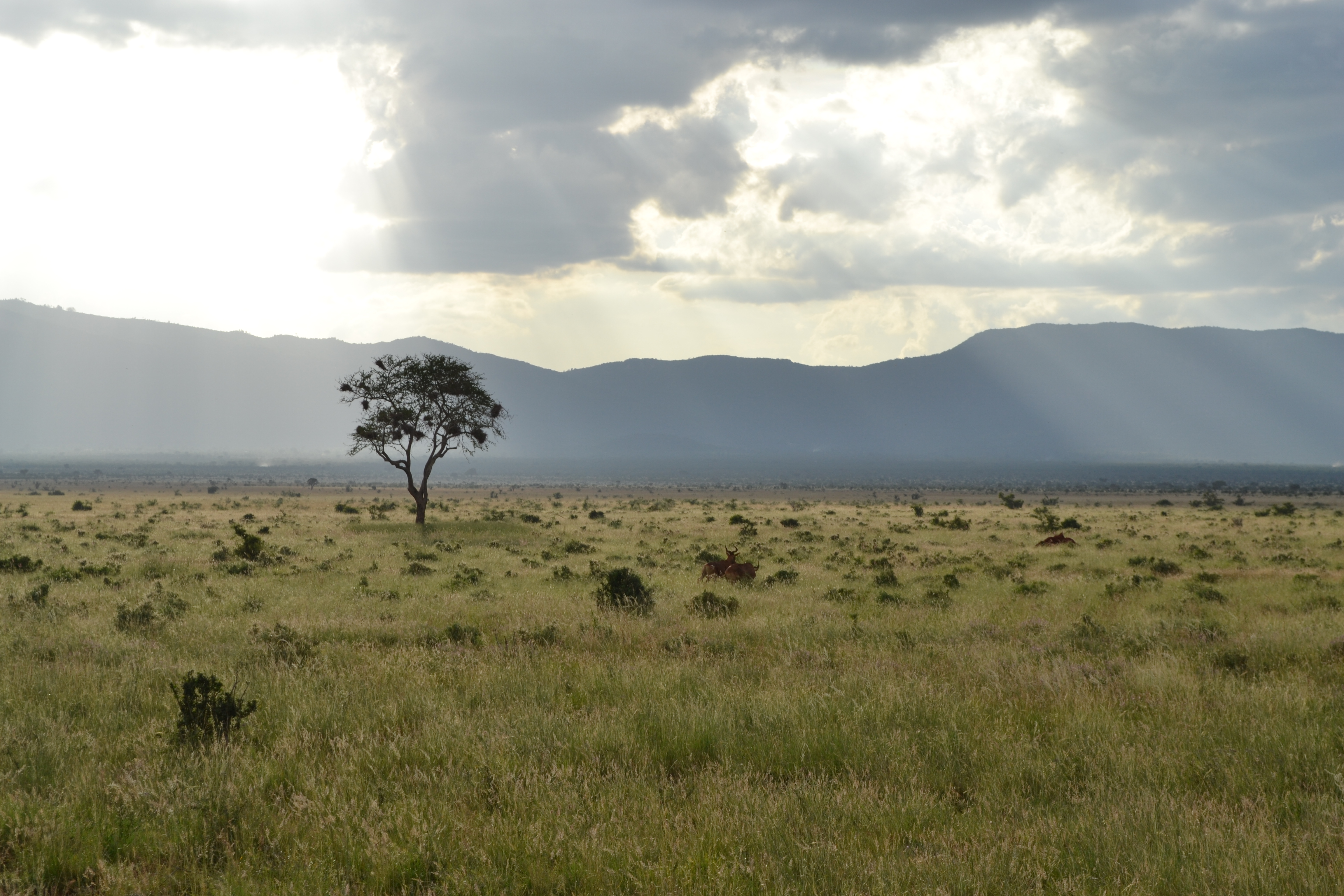
La savana nel Parco nazionale dello Tsavo, in Kenya

Riprende il vocabolo inglese che indica la savana, savannah. Etimologicamente, deriva dal termine in lingua taino (arawak) zabana, passato in spagnolo come zavana, poi sabana, e da lì inglese nella forma attuale.
Cominciò ad essere usato negli Stati Uniti nel XIX secolo, ricevette una nuova spinta di diffusione nel 1982, grazie al personaggio di Savannah Andersen nel film Savannah Smiles.

## Onomastico
Il nome è adespota, ovvero non è portato da alcuna santa, quindi l'onomastico si potrebbe festeggiare in occasione di Ognissanti, che cade il 1º novembre.

## Persone

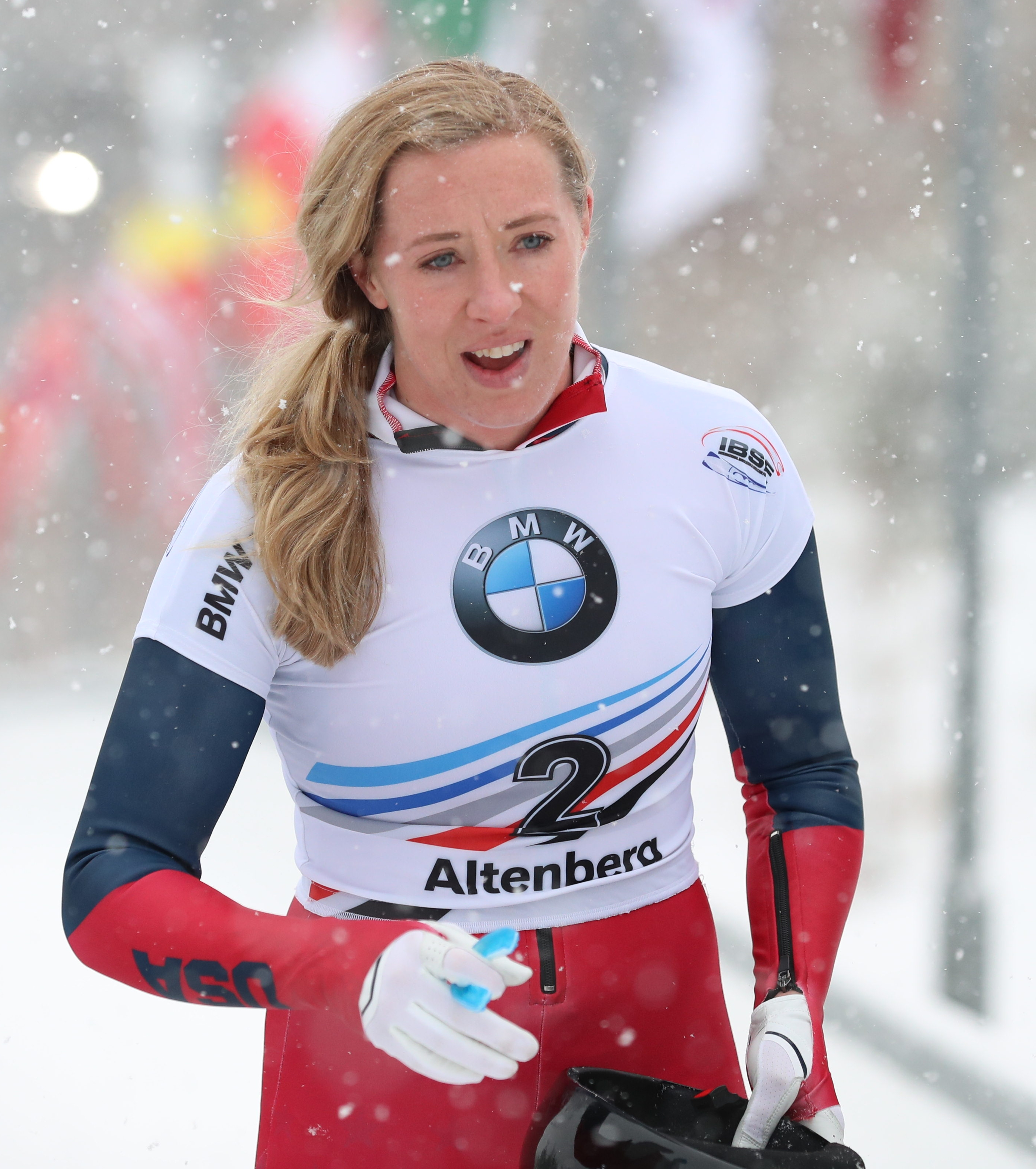
Savannah Graybill

- Savannah, attrice pornografica statunitense
- Savannah Gold, attrice pornografica britannica
- Savannah Graybill, skeletonista statunitense
- Savannah Guthrie, giornalista australiana naturalizzata statunitense
- Savannah Haske, attrice statunitense
- Savannah Outen, cantante statunitense

### Variante Savanna
- Savanna Samson, attrice pornografica statunitense

## Il nome nelle arti
- Savannah Lynn Curtis è un personaggio del romanzo di Nicholas Sparks Ricordati di guardare la luna, e del film del 2010 da esso tratto Dear John, diretto da Lasse Hallström.
- Savannah Kinkirk è un personaggio della serie televisiva Settimo cielo.
- Savannah Monroe è un personaggio della serie televisiva Hellcats.
- Savanna O'Neal è un personaggio del film del 2012 Nemici per la pelle, diretto da Daisy von Scherler Mayer.
- Savannah Wingo è un personaggio del film del 1991 Il principe delle maree, diretto da Barbra Streisand.